# Austrodolichos errabundus
Austrodolichos es un género monotípico de plantas con flores de la familia Fabaceae. Su única especie: Austrodolichos errabundus (M.B.Scott) Verdc., es originaria de Australia, donde se distribuye por el Territorio del Norte, Queensland y Australia Occidental.

## Descripción
Es una planta perenne, herbácea o trepadora. Las flores de color amarillo crema o rosa se producen en enero-febrero o abril a junio en suelos lateríticos o suelos basálticos.

## Taxonomía
Austrodolichos errabundus fue descrita por (M.B.Scott) Verdc. y publicado en Kew Bulletin 24(3): 400. 1970.
Sinonimia
- Dolichos errabundus M. B. Scott[3]